# Body Puzzle
Pour plus de détails, voir Fiche technique et Distribution.
Body Puzzle est un giallo italien réalisé par Lamberto Bava et sorti en 1992.

## Synopsis
Un meurtrier tue et mutile ses victimes en les découpant en morceaux. Les différentes parties du corps sont retrouvées au domicile de Tracy, une jeune et belle veuve, incapable d'expliquer ce qui la lie à ces meurtres. Le chef de la police enquête sur la vie de la femme, pointant du doigt l'ami de son défunt mari, un psychopathe obsédé par la reconstitution de son corps, même au prix de la violence : en fait, il s'avère que toutes les parties mutilées ont été préalablement transplantées à partir du même corps. Mais avec une révélation finale surprenante, la vérité va être radicalement inversée.

## Fiche technique
- Titre original italien et français : Body Puzzle[1],[2]
- Titre italien de ressortie : Misteria
- Réalisation : Lamberto Bava
- Scenario : Teodoro Corrà (sous le nom de « Teodoro Agrimi »), Domenico Paolella, Bruce Martin[3]
- Photographie :	Luigi Kuveiller[3]
- Montage : Piero Bozza
- Musique : Carlo Maria Cordio
- Décors : Davide Bassan (it)
- Costumes : Antonietta Amato
- Maquillage : Franco Casagni
- Production : Mario Bregni, Pietro Bregni, Teodoro Corrà (sous le nom de « Teodoro Agrimi »)
- Société de production : Produzioni Atlas Consorziate (P.A.C.)
- Pays de production :  Italie
- Langue originale : italien
- Format : Couleur par Technicolor - 1,85:1 - Son mono - 35 mm
- Durée : 95 min
- Genre : Giallo
- Dates de sortie :
  - Italie : 20 mars 1992
  - France : 1994[2]
- Interdit aux moins de 12 ans

## Distribution
- Joanna Pacuła : Tracy
- Tomas Arana : Michael
- François Montagut : Abe
- Gianni Garko : chef de la police
- Erika Blanc : Dr. Corti
- Matteo Gazzolo : Gigli
- Susanna Javicoli : Mme Consorti
- Bruno Corazzari : Professeur Brusco
- Ursula von Baechler : Katia Lelli
- Giuseppe Marini : agent Melli
- Sebastiano Lo Monaco : Mort
- Giovanni Lombardo Radice : Morangi
- Paolo Baroni Ugo Milani
- Gianni Giuliano : directeur du cimetière
- Guido Quintozzi : assistant pathologiste
- Francesco Romano (it) : maître nageur sauveteur
- Gianna Paola Scaffidi : Mme Landi
- Mino Sferra : agent Mino

## Production
Body Puzzle est un retour au cinéma du réalisateur Lamberto Bava après une série de téléfilms. Le scénario du film est l'œuvre d'un écrivain américain, Bruce Martin, réécrit par Teodoro Corrà et Bava avec la permission de l'auteur. Le film a été tourné en 1991.
Bava ne s'est pas entendu avec les producteurs pendant le tournage. Bava s'est disputé avec les producteurs qui voulaient avoir leur mot à dire sur la réalisation. Bava a déclaré plus tard qu'on lui a proposé de réaliser d'autres films avec les mêmes producteurs, ce qu'il a refusé. Bava était également frustré par la composition de Carlo Maria Cordio, et pendant la post-production, il l'a fait remplacer par la cantate de Carmina Burana composée par Carl Orff.

## Exploitation
Body Puzzle est sorti en 1992,. Des problèmes juridiques dus à l'utilisation sans autorisation de la musique d'Orff ont conduit à la ressortie du film sous le titre Misteria avec une nouvelle bande son composée du poème symphonique Une nuit sur le mont Chauve de Modeste Moussorgski légèrement remanié pour le film. Selon le critique et historien du cinéma Roberto Curti, cette ressortie a été mal distribuée dans les salles et n'a récolté que de maigres recettes. Le film a été l'un des derniers films sortis par P.A.C. avant sa faillite.

### Accueil critique
Parmi les critiques rétrospectives, Adrian Luther Smith, dans son livre de 1999 sur le giallo italien, a estimé que le film était « l'un des meilleurs gialli d'horreur » italiens de ces dernières années, notant en particulier la qualité de la distribution.